# Lophiophora purpurata
Lophiophora purpurata là một loài bướm đêm trong họ Noctuidae.